# Музей современного искусства (Богота)
Музей современного искусства в Боготе (исп. Museo de Arte Moderno de Bogotá, MAMBO; англ. Bogotá Museum of Modern Art) — художественный музей в колумбийском городе Богота, основанный в июле 1955 и открытый в 1963 году; сегодняшнее музейное здание в центре города было построено по проекту Рохелио Салмоны в 1985 году; располагает выставочной площадью в 5000 м², распределенной по четырём этажам; проводит временные выставки произведений современного искусства.

## История и описание
27 июля 1955 года министром образования Колумбии Аурелио Кайседо Айербе (1921—1998) подписал приказ об учреждении в Боготе Музея современного искусства. В ноябре 1962 года историк и искусствовед Марта Траба инициировала превращение указа в реальностью, став руководителем будущего музея — и в феврале 1963 года музей начал свою деятельность как учреждение для развития изобразительного искусства. В течение первых месяцев 1963 года задача состояла в том, чтобы разработать выставочную программу и обеспечить поддержку среди населения самой идет создания галереи — донесения важности музея для культурного развития всего города. В том же году была открыта и первая выставка — «Tumbas» Хуана Антонио Рода (1921—2003); экспозиция прошла в зале в центре города, который таким образом стал первой площадкой музея. В 1965 году, при поддержке ректора Национального университета Колумбии Хосе Феликса Патиньо, музей переехал в помещение в университетском городке — философский факультет университета предложил музею свой зал.
В 1969 году Глория Зеа приняла на себя руководство MAMBO, который продолжает располагаться в университетских стенах до 3 июня 1970 года, когда университет, после серии протестов, отказывается нести ответственность за деятельность галереи. Получение новой (временной) штаб-квартиры стало насущной задачей для нового руководства, которому удалось найти зал в здании «Bavaria Building», где в 1971 году прошла выставка Огюста Родена.
Нынешнее музейное здание было спроектировано архитектором Рохелио Салмоной (1929—2007) — оно расположено в историческом центре города. Первая очередь была открыта в 1979 году, а к 1985 году строительство было завершено. В четырёхэтажном здании площадью в 5000 квадратных метров разместились шесть выставочных залов, театральный зал (способный выполнять функции кинотеатра), две мастерские для проведения образовательных мероприятий, склад для размещения постоянной коллекции, библиотека, книжный магазин, ресторан и административные помещения. Под данным на конец 2019 года, постоянная музейная коллекция насчитывала около 3633 работ, созданных как колумбийскими, так и зарубежными художниками.
В апреле 2016 года совет директоров назначил скульптора Клаудию Хаким (Claudia Hakim) новым директором MAMBO — новое руководство стремится «интернационализировать» музей. В период с 2016 по 2018 год музею удалось удвоить число посетителей своих мероприятий.